# باراكالدو
باراكالدو (الإسبانية: Baracaldo؛ البشكنشية: Barakaldo ‎eu‏) هي بلدية تقع في مقاطعة بسكاي في إقليم الباسك في إسبانيا . تقع المدينة على الضفة اليسرى لمصب بلباو ، وهي جزء من بلباو الكبرى ، ويبلغ عدد سكانها اعتبارًا من 2019  في 100881. تتمتع باراكالدو بتراث ميناء نهري صناعي وقد خضعت لعملية إعادة تطوير كبيرة مع مناطق تجارية وسكنية جديدة تحل محل المناطق الصناعية التي كانت نشطة سابقًا.

## التاريخ

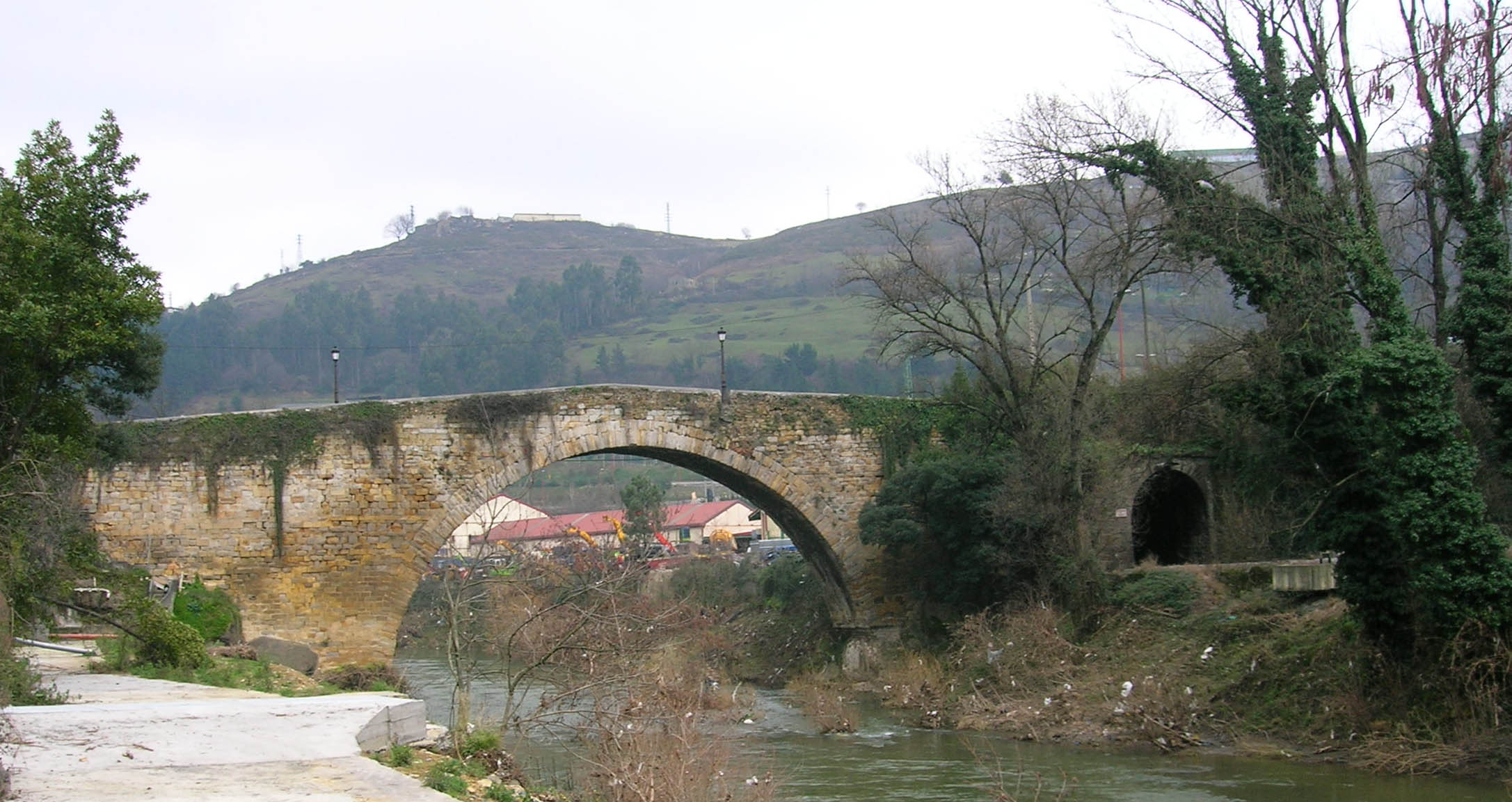
جسر الشيطان فوق نهر كاداجوا بين باراكالدو وبلباو

جاء في موسوعة بريتانيكا لعام 1911م  الأصلي عن المدينة ما يلي:
«"بوب.(1900): 15,013. تطورت القليل من المدن الإسبانية بسرعة أكبر من باراكالدو [ك‍]، التي تضاعف عدد سكانها تقريبًا بين عامي 1880م و1900م. خلال هذه الفترة استقر العديد من العمال المهاجرين هنا؛ للعمل في أعمال الحديد ومصنع الديناميت في  باراكالدو التي ازدهرت بشكل كبير، وذلك بسبب زيادة إنتاج مناجم بيسكايان، وتوسيع خطوط السكك الحديدية في الحي، ونمو الشحن في بلباو. والريف المسطح المنخفض حول باراكالدو المغطى بالذرة، وبسلات الفاكهة والكرمة.»
شكّل تعدين الحديد جزءًا كبيرًا من صناعة باراكالدو، مما جعله نقطة النهاية لسكة حديد التعدين. كان لصناعة الصلب، بقيادة ألتوس هورنوس دي فيزكايا ، حضورًا مهمًا خلال القرن العشرين، حتى ضرب الركود الصناعي اقتصاد المنطقة في الثمانينيات.
وفي العقود الأخيرة، أصبحت المناطق الصناعية المحيطة بباركالدو أقل أهمية، وهو ما يمكن أن يكون راجعاً إلى إغلاق شركات كبيرة مثل بابكوك آند ويلكوكس . على الرغم من بقاء العديد من المصانع، فقد تم إعادة تطوير المناطق التي كانت صناعية في السابق لتصبح عقارات سكنية مثل مراكز التسوق والحدائق العامة. كمركز معارض كبير. تم مؤخرًا بناء مركز بلباو للمعارض على مشارف المدينة.

## المواصلات

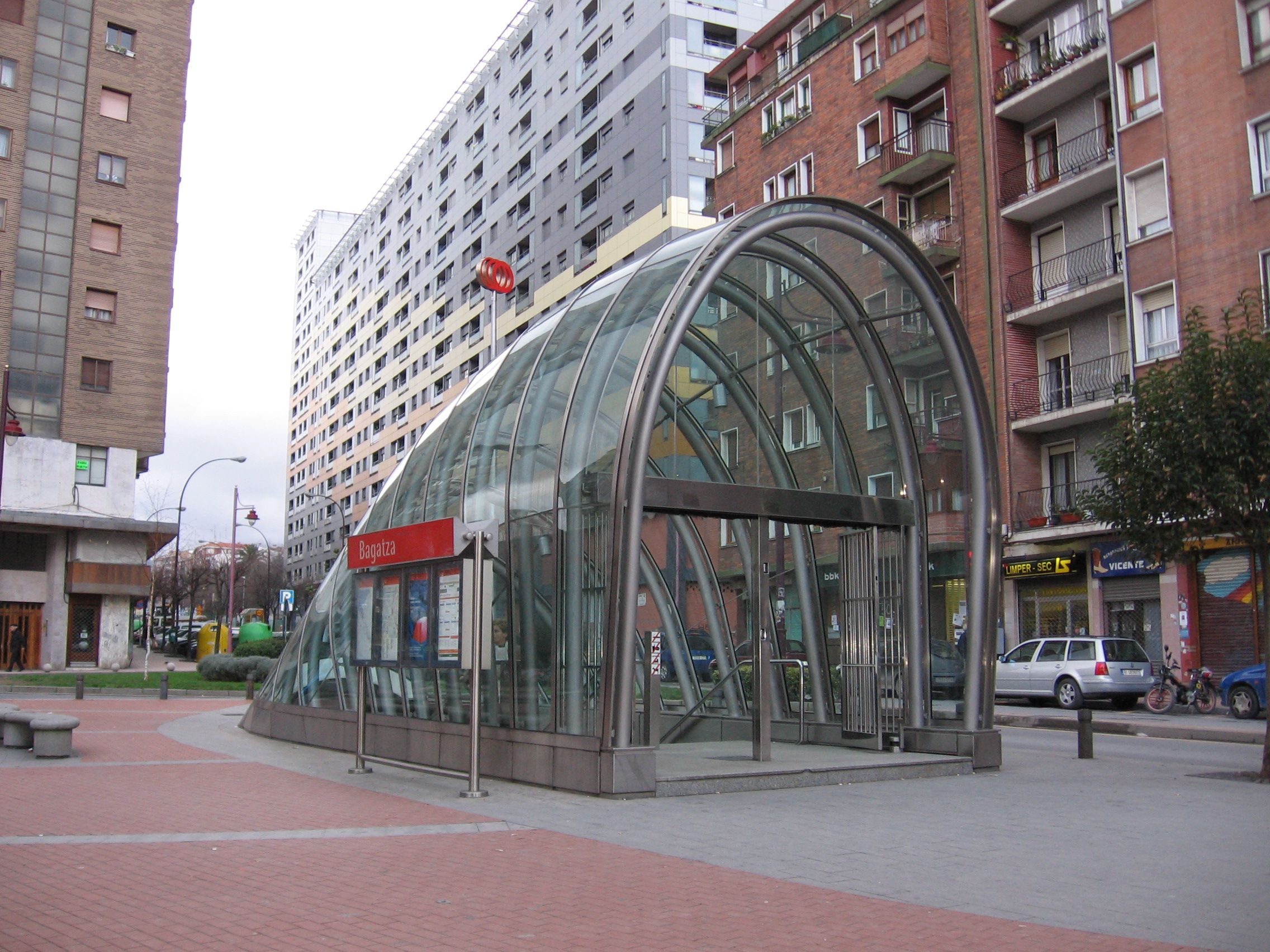
مدخل محطة مترو باغاتزا

ترتبط باراكالدو ببقية منطقة العاصمة بلباو الكبرى عن طريق الخط الثاني من مترو بلباو . توجد أربع محطات في المدينة: جوروتسيتا/كروسيس وأنسيو وباراكالدو وباجاتزا ). يحتوي خط قطار سيركانياس بلباو  على محطتين في باراكالدو (لوتكسانا وصحراء باراكالدو). توفر شركة بيزكاي باص خدمة الحافلات، مع وصلات إلى بقية أنحاء بسكاي.
محليًا، يعمل نظام الحافلات الحضرية المسمى باص (ك) بخطين. تم اقتراح خط ترام لربط المناطق المحلية.
الطريق السريع الرئيسي هو طريق كانابريان السريع  ، والذي يمر أيضًا بين بلباو. وهو بمثابة الطريق الرئيسي الذي يربط بين بلباو الكبرى وبقية إسبانيا.
ترتبط باراكالدو بواسطة خدمة العبّارات و القارب  بالجانب الآخر من مصب نهر بلباو في إيرانديو . تقع باراكالدو على بعد 15 كيلومتر (9.3 ميل) من مطار بلباو .

## التركيبة السكانية
بلغ عدد السكان ذروته في التسعينيات إلى أكثر من 100300. ومع ذلك، أدى تراجع الصناعة المحلية إلى انخفاض عدد السكان، وفي عام 2002، عاش 95000 شخص في باراكالدو. ومع ذلك، فقد أدت الزيادة الأخيرة إلى ارتفاع عدد السكان إلى 100502 نسمة.[بحاجة لمصدر]

## السياحة

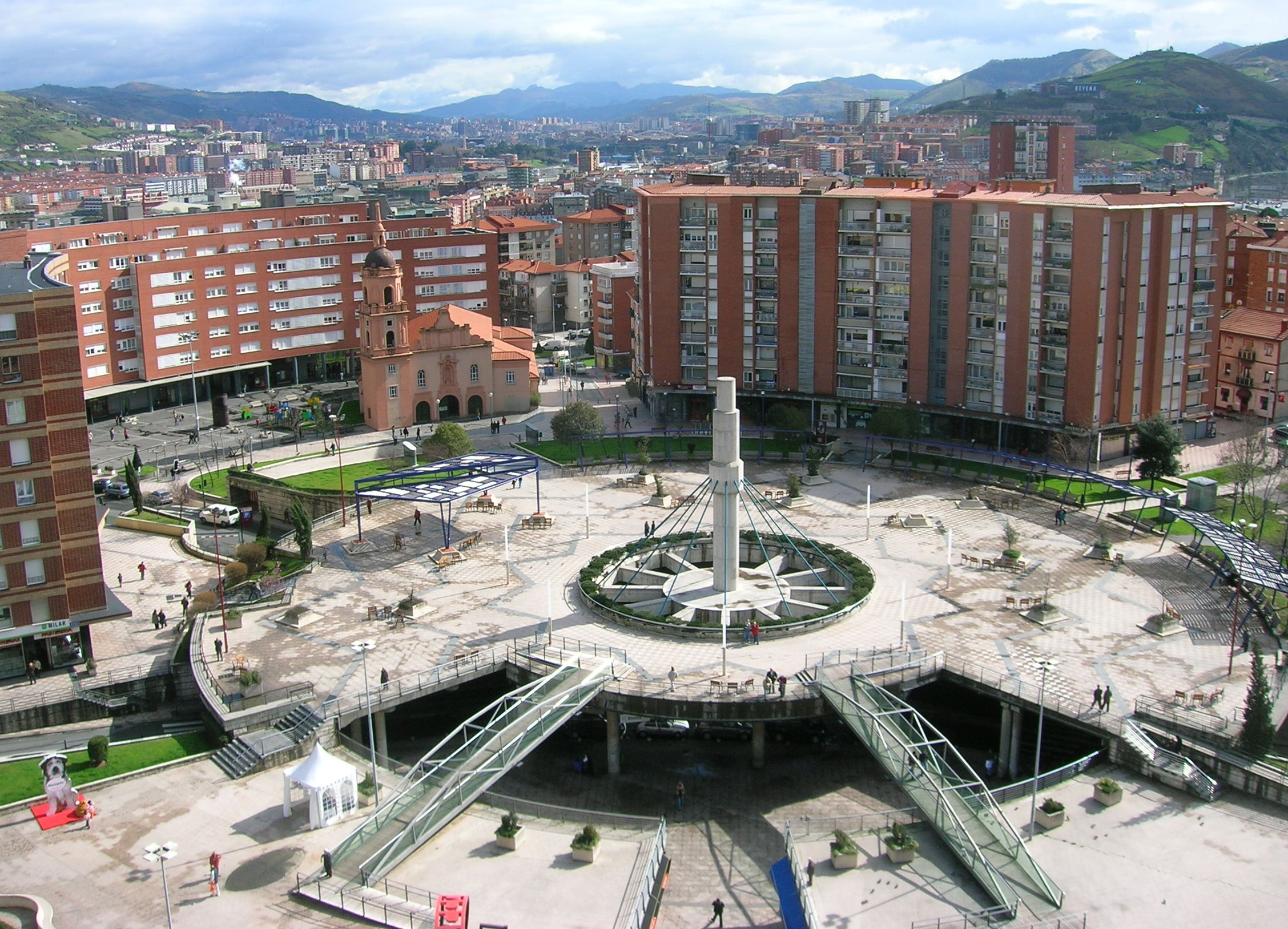
ساحة كروس - الصلبان ، كما تبدو من المستشفى.

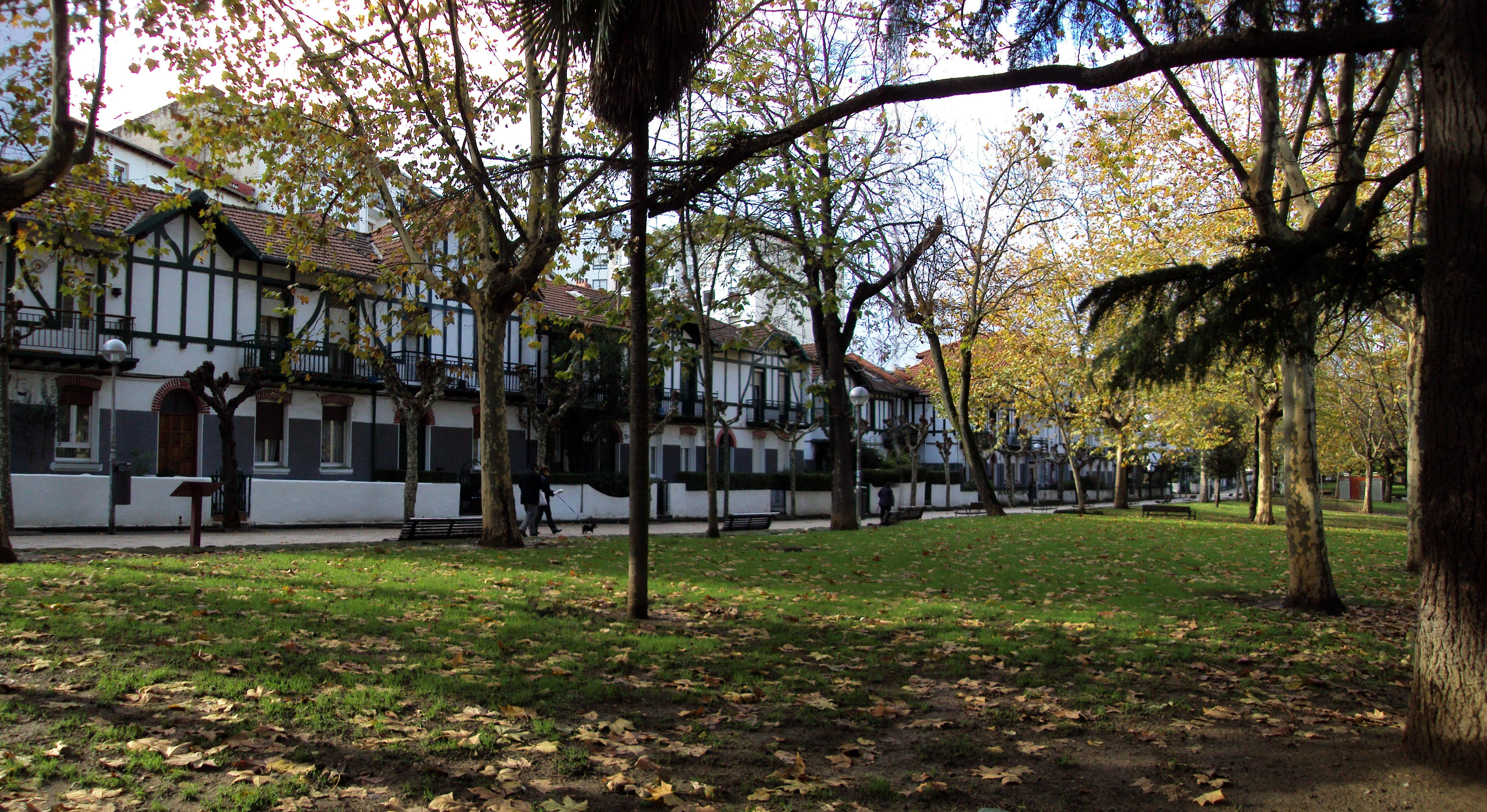
منطقة بيكندي

يزور السياح مواقع في باراكالدو مثل الحديقة النباتية ومركز بلباو للمعارض وجسر كاستريكسانا الذي يعود للقرون الوسطى وبعض منحوتات شوارع المدينة. وفي شهر يوليو، تحتفل المدينة بـ "لاس فيستاس ديل كارمن" الذي يتضمن حفلات موسيقية في الهواء الطلق ومعارض كبيرة.

## الرياضات

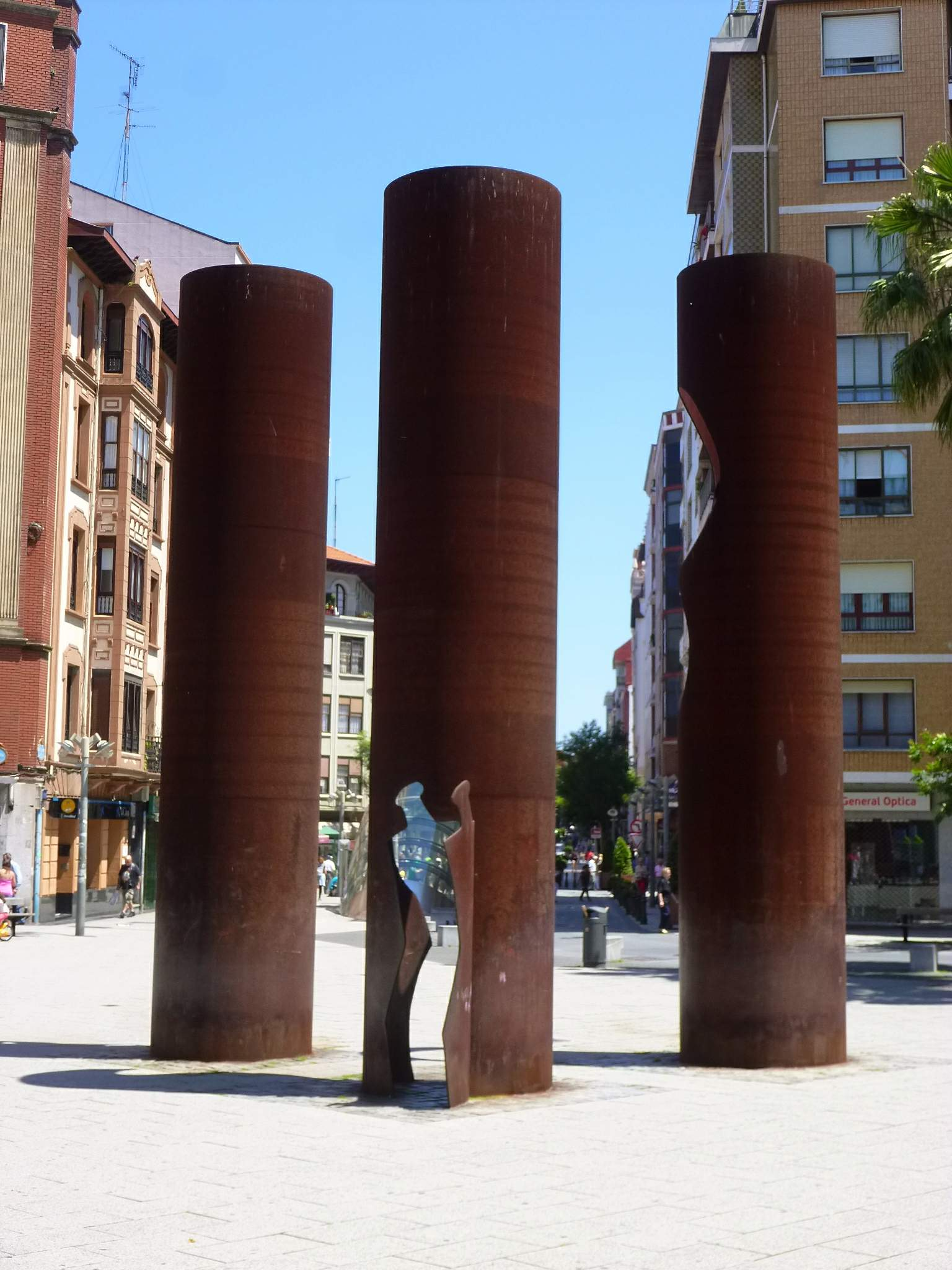
ساحة بيد أونيرا (بلازا بيد أونيرا)

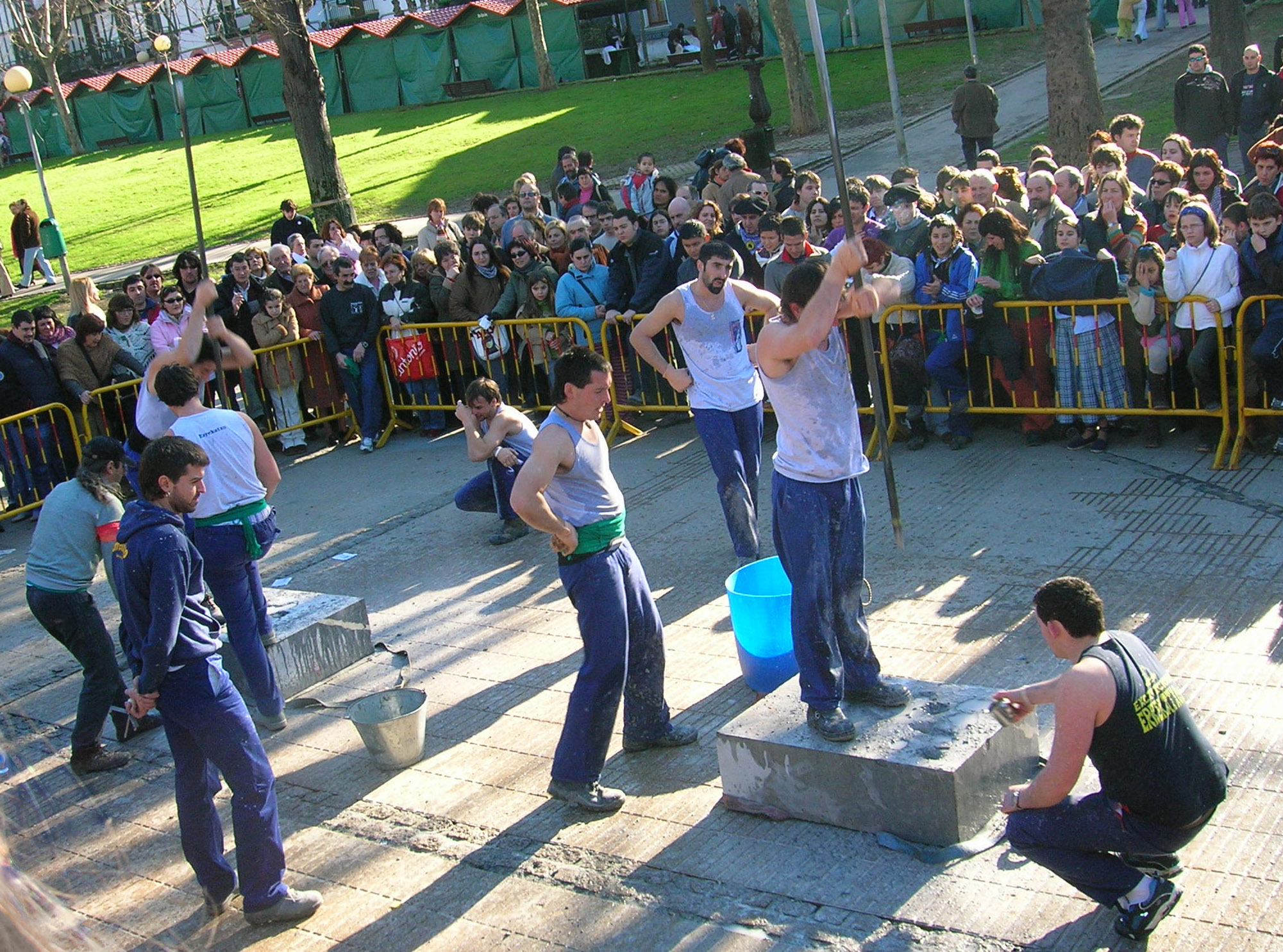
مسابقة حفر الحجر في مهرجانات سانت فنسنت

يمثل باراكالدو نادي باراكالدو لكرة القدم في دوري الدرجة الثانية الإسباني. يلعبون المباريات المنزلية في ملعب نويفو لاسيسار . الفريق الثاني،  إس دي ريتويرتو  سبورت الذي  يلعب في الدرجة الثالثة . تشمل فرق الدوري المحلية جوروتسيتا كي اف تي و(يو دي بورتزينيا) و(بولداراك إف كيه تي) و(زوازو سي إف) و(إس سي دي دوسا ساليسيانوس).
لعبت كرة اليد دورًا في تقاليد باراكالدو. الآن ، يتواجد فريقان في المسابقات: نادي كرة يد زوازو للسيدات، الذي يلعب في الدوري الاسباني لكرة اليد للسيدات  ، ونادي باراكالدو لكرة اليد الذي يلعب في الدوري الإسباني لكرة اليد .
بيزكايا أرينا هي ساحة داخلية بسعة 18,640 متفرج. استضافت بعض مباريات كأس العالم لكرة السلة 2014 FIBA .

## مواطنون بارزون
- اسير ديل هورنو ، لاعب كرة قدم
- كارلوس سوبرا ، ممثل
- ديفيد لوبيز ، راكب دراجة
- إيناكي لافوينتي ، لاعب كرة قدم
- خافيير كليمنتي ، مدير كرة قدم
- خافيير جونزاليس جوميز ، لاعب كرة قدم
- خافيير أوتكسوا ، دراج
- جوزيب لويس نونيز ، رئيس نادي برشلونة بين عامي 1978 و2000.
- اوناي اكسبوسيتو ، لاعب كرة قدم
- أنطونيو إيتورميندي باناليس ، سياسي
- مايشا إم سي ، موسيقي
- لوسيا جارسيا ، لاعبة كرة قدم
- إستي كيسادا ، من مستخدمي YouTube ومذيعي البودكاست

## روابط خارجية
- Chisholm, Hugh, ed. (1911). "Baracaldo" . Encyclopædia Britannica (بالإنجليزية) (11th ed.). Cambridge University Press. Vol. 3. p. 379.
- www.i-barakaldo.com نسخة محفوظة 2011-11-23 على موقع واي باك مشين. La comunidad virtual de Barakaldo
- Official website (in Basque / Spanish)
- BARAKALDO in the Bernardo Estornés Lasa - Auñamendi Encyclopedia (Euskomedia Fundazioa) باللغة الإسبانية